# Casa de Aldana

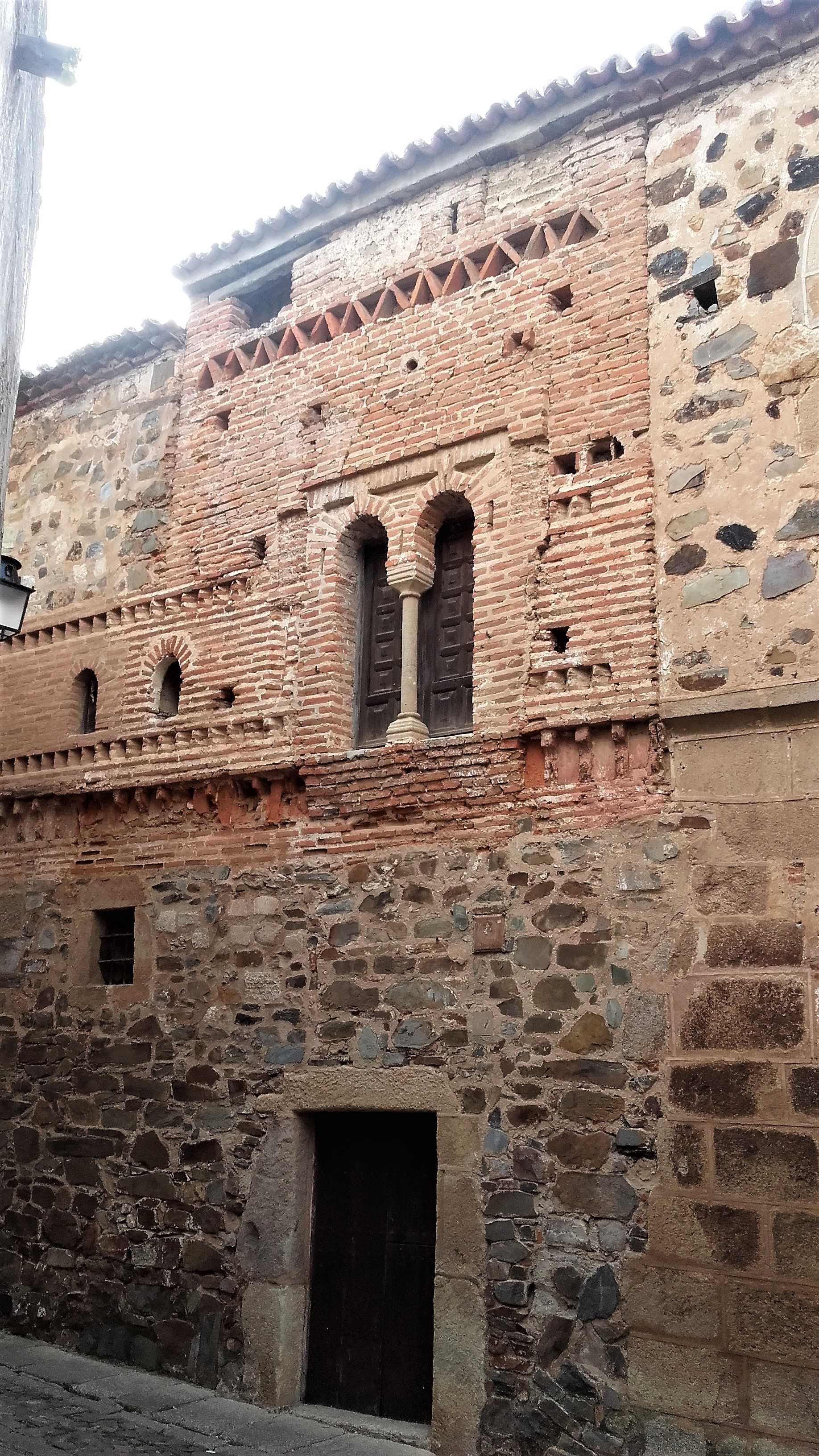
Casa Mudéjar de la Cuesta de Aldana

La Casa Mudéjar de la Cuesta de Aldana es una casa fuerte de estilo gótico-mudéjar situada en el interior del recinto monumental de la ciudad de Cáceres.

## Historia
Fue construida en el siglo XIV y a lo largo de su historia sufrió numerosas reformas que fueron acabando con la mayoría de los elementos característicos de su fachada. En la misma todavía es posible apreciar el escudo de armas con cinco flores de lis de la familia Aldana.

## Conservación
El edificio se encuentra protegido bajo la Declaración genérica del Decreto de 22 de abril de 1949 y la Ley 16/1985 sobre el Patrimonio Histórico Español.